# コンフィーニ
コンフィーニ（伊: Configni）は、イタリア共和国ラツィオ州リエーティ県にある、人口約600人の基礎自治体（コムーネ）。

## 地理

### 位置・広がり
リエーティ県のコムーネ。県都リエーティから西へ18kmの距離にある。

#### 隣接コムーネ
隣接するコムーネは以下の通り。括弧内のTRはテルニ県所属を示す。
- カルヴィ・デッルンブリア (TR)
- コッタネッロ
- ストロンコーネ (TR)
- ヴァコーネ

### 気候分類・地震分類
コンフィーニにおけるイタリアの気候分類 (it) および度日は、zona E, 2364 GGである。
また、イタリアの地震リスク階級 (it) では、zona 2B (sismicità media) に分類される。

## 行政

### 分離集落
コンフィーニには、以下の分離集落（フラツィオーネ）がある。
- Lugnola, Colli di Lugnola, Colli di Configni